# Prisiones de Argentina
Las Prisiones en Argentina dependen de servicios penitenciarios que pueden responder al sistema federal, que cuenta con prisiones en todo el país, o a los servicios penitenciarios provinciales, que corresponden al sistema de justicia cada provincia. El servicio penitenciario con mayor cantidad de unidades penales es el Servicio Penitenciario Bonaerense (SPB) con 62 establecimientos y, en segundo lugar, el Servicio Penitenciario Federal (SPF), con 32. Dentro de cada jurisdicción, las prisiones se distinguen entre las cárceles de máxima seguridad, las de mediana seguridad, colonias penales, alojamientos de pre-egresos y centros de detención transitoria. Las cárceles se distinguen por la población que alojan, teniendo unidades específicas para varones adultos, jóvenes adultos (18 a 21 años) y mujeres, aunque hay muchos establecimientos mixtos que distinguen a su población según sectores al interior. Existen otros establecimientos penales que no se consideran cárceles, como los institutos de menores, las comisarías, los escuadrones y centros de detención. 

## Población penal en Argentina
En Argentina había 94.883 personas encarceladas en prisiones, para fines de 2018. La tasa de encarcelamiento es de 213 por cada 100.000 habitantes y lleva más de 10 años de crecimiento ininterrumpido. Si se consideran las personas detenidas en comisarías al 31-12-2018, la cantidad de personas presas asciende a 103.209 personas y la tasa se eleva a 232. Los datos oficiales toman el último día de cada año para cada informe anual, por lo que no reflejan el movimiento a lo largo de un año y no proveen los datos totales de personas alcanzadas por el sistema penal.  
Gráfico de evolución de la población privada de su libertad en Argentina (1996-2018)

### Características de la población penal en Argentina
En lo que refiere a las características de la población encarcelada en Argentina, el 95% son varones, el 60% son jóvenes de menos de 35 años y el 94% son argentinos, cifras que se mantienen de manera estable hace una década. En cuanto a la situación previa a entrar a prisión, el 67% cuenta con estudios primarios o inferiores y 9 de cada 10 no terminaron el secundario. A su vez, un 43% de las personas estaban desocupadas y un 39% solo contaba con empleos flexibles o de tiempo parcial.